# Helsingborgs garnison
Helsingborgs garnison var en garnison inom svenska Försvarsmakten som verkade i olika former åren 1882–1952.

## Bredgatan 22-24
I slutet av 1800-talet beslutades att Kronprinsens husarregemente skulle förläggas till Helsingborg, det efter att uppdelat på flera förläggningsorter. Den 1 oktober 1882 flyttade regementet officiellt in i det nyuppförda kasernområdet på Bredgatan i Helsingborg. Kasernerna uppfördes i två våningar med tre våningar höga flyglar. Till kasernerna uppfördes även stallar, ridhus, sjukhus, exercishus samt matinrättning. Den 1 oktober 1883 stod ytterligare en kasern färdig. Hösten 1897 lämnade Kronprinsens husarregemente, för att istället förläggas från den 1 oktober 1897 till Malmö. Kasernområdet övertogs dock av Skånska husarregementet, vilka flyttade in på området den 1 november 1897. Husarregementet blev kvar på området fram till 1912, då de flyttade till Berga, cirka 4 km nordöst om stadskärnan. Efter att kasernetablissementet på Bredgatan lämnades, överlämnades kasernerna med tillhörande byggnader till Helsingborgs kommun. År 1922 kom delar av Rönnowska skolan att flytta in på området och från 1930 samlades hela skolan i de gamla husarkasernerna.

## Berga
År 1911 uppfördes en kavallerikasern i Berga i nordöstra Helsingborg. Etablissementet uppfördes enligt 1901 års härordnings byggnadsprogram och i princip efter Fortifikationens typritningar för kavalleriet, ritade av Erik Josephson. Byggnaden som består av ett kanslihus med två flankerande kaserner är sammanbyggda med varandra, vilken är den största byggnaden som uppfördes under 1901 års härordnings byggnadsprogram. Den 14 maj 1912 flyttade Skånska husarregementet i de nyuppförda kasernerna. År 1927 avvecklades Skånska husarregementet och istället bildades ett nytt kavalleriregemente, Skånska kavalleriregementet, vilket förlades till kasernerna i Berga. År 1942 omorganiserades kavalleriregementet till ett pansarregemente, vilket även medförde att regementet flyttades till Hässleholms garnison. Detta då Helsingborgstrakten inte medgav tillräckligt utrymme eller eljest var lämplig för ett pansarregementes övningar. År 1946 Skånska kavalleriregementet bildades på nytt och var till en början förlagt till Ljungbyhed. När regementsstaben organiserades, kom den från den 1 april 1946 vara samlokaliserad med staben för Helsingborgs försvarsområde på Järnvägsgatan 25 i Helsingborg. Den 1 oktober 1945 påbörjades inflyttning i kasernområdet i Berga, då skvadronen från Ljungbyhed flyttade in till Helsingborg. Inflyttningen löpte parallellt med utflyttning av Skånska pansarregementet. Den 1 oktober 1947 hade Skånska kavalleriregementet flyttat in helt i Helsingborg, samt även Skånska pansarregementet som hade helt omlokaliserats till Hässleholm. Efter att regementet avvecklades den 30 juni 1952, kom kasernområdet den 1 december 1956 att övergå i Fångvårdsstyrelsens regi. Fångvårdsanstalten lades ned den 30 juni 1972 och kasernerna övergick den 22 april 1975 till Helsingborgs kommun. År 1982 såldes kasernerna till byggnadsfirman Anders Diös AB. År 1989 öppnades kasernerna som ett kontorshotell.

## Övriga platser
Åren 1864–1942 var en högre regional stab förlagd till staden. År 1942 omlokaliserades staben till Kristianstad. I Helsingborg var staben förlagd till Södergatan 1, Trädgårdsgatan 13, Drottninggatan 156, Stortorget 17. Den 10 oktober 1942 bildades Helsingborgs försvarsområde (Fo 13), vilken förlade sin stab till Drottninggatan 66, för att 1943 till Storgatan 17 (huvudpostkontoret) samt Järnvägsgatan 25. Den 1 november 1946 förlades ledningen av staben till Malmö och den 31 december 1946 upplöstes staben och uppgick den 1 januari 1947 i Malmö  försvarsområde (Fo 11).